# Begonia groenewegensis
Begonia groenewegensis là một loài thực vật có hoa trong họ Thu hải đường. Loài này được K.Koch & Fint. mô tả khoa học đầu tiên năm 1860.